# Paroy (Sekwana i Marna)
Paroy – miejscowość i gmina we Francji, w regionie Île-de-France, w departamencie Sekwana i Marna.
Według danych na rok 1990 gminę zamieszkiwało 177 osób, a gęstość zaludnienia wynosiła 42 osób/km² (wśród 1287 gmin regionu Île-de-France Paroy plasuje się na 1009. miejscu pod względem liczby ludności, natomiast pod względem powierzchni na miejscu 738.).